# Forbidden (musikgrupp)
Forbidden är en amerikansk thrash metal-grupp, från Hayward (strax söder om Oakland i San Francisco), Kalifornien. Bandet bildades år 1985 som Forbidden Evil, med sättningen Russ Anderson (sång), Craig Locicero (gitarr), Robb Flynn (gitarr, sedermera i Vio-Lence och Machine Head), Matt Camacho (basgitarr) och Paul Bostaph (trummor, ex-Testament/Slayer/Exodus). 
Ett flertal demoinspelningar gjordes mellan 1985 och 1987, innan Robb Flynn beslutade att lämna bandet för att gå med i Vio-Lence. Hans ersättare blev Glen Alvelais (ex-Testament). Efter ytterligare en demo kontrakterades gruppen av Combat Records. Man var dock på skivbolagets begäran tvungna att byta bandnamn från Forbidden Evil till endast Forbidden. Albumdebuten Forbidden Evil spelades in och släpptes 1988. Efter en kort tids turnerande sparkades gitarristen Glen Alvelais, och man ersatte honom med Tim Calvert (ex-Nevermore).
Innan uppföljaren till Forbidden Evil spelades in släppte man live-EP:n Raw Evil: Live at the Dynamo 1989. Inspelningen hade gjorts när bandet spelade på 1988 års upplaga av holländska Dynamofestivalen. Precis som värsta konkurrenterna Vio-Lence (som numera alltså inkluderade ex-medlemmen Robb Flynn på gitarr) hade Forbidden ryktet att vara ett otroligt intensivt och energiskt liveband, ett rykte som var befogat.
Twisted Into Form släpptes 1990 och visade ett band som mognat, och man fick bra respons från såväl fans som media. 1992 kom däremot den första rejäla nerförsbacken. Paul Bostaph beslutade att lämna bandet för Testament (och han skulle året därpå lämna dessa för de mer etablerade genre-kollegorna i Slayer), och Combat ville inte förnya kontraktet. Samlingsplattan Point of no Return: The best of Forbidden släpptes samma år, sen gick Combat och bandet skilda vägar. 
Man gav dock inte upp, och rekryterade trummisen Steve Jacobs till bandet. 1994 påbörjades inspelningen av nästa studioalbum, Distortion, som släpptes på Massacre 1995. Efter ytterligare bolagsstrul bytte man till GUN, som kom att släppa bandets sista album, Green. Trots att de två sista albumen kanske inte borde nämnas i samma andetag som thrash metal, är det solida releaser, med imponerande sånginsatser av Russ Anderson, och ett kanske än mer gediget arbete av gitarrduon Locicero/Calvert. Den största skillnaden mellan Forbidden Evil/Twisted Into Form och Distortion/Green är att de senare fokuserar mer på harmonier istället för enbart riffarrangemang. I övrigt är Forbidden-soundet märkbart närvarande även på dessa två.
Bandet återförenades 2007 efter att ha varit splittrade i tio år. 2001 gjorde man dock ett framträdande på Thrash of the Titans som arrangerades till förmån för den då cancersjuka Testament-sångaren Chuck Billy. 2010 släpptes bandets femte studioalbum - Omega Wave.

## Bandmedlemmar
Senaste medlemmar
- Russ Anderson – sång (1985–1997, 2001, 2007–2012)
- Craig Locicero – gitarr (1985–1997, 2001, 2007–2012)
- Steve Smyth – gitarr (2001, 2009–2012)
- Matt Camacho – basgitarr (1987–1997, 2001 2007–2012)
- Sasha Horn – trummor (2011–2012)

Tidigare medlemmar
- Robb Flynn – gitarr (1985–1987)
- Jim Pittman – trummor (1985–1987)
- John Tegio – basgitarr (1985–1987)
- Glen Alvelais – gitarr (1987–1989, 2001, 2007–2009)
- Tim Calvert – gitarr (1989–1997, 2001; död 2018)
- Paul Bostaph – trummor (1987–1992, 2001)
- Steve Jacobs – trummor (1992–1997)
- Jeremy Colson – trummor (2001)
- Gene Hoglan – trummor (2007–2009)
- Mark Hernandez – trummor (2009–2011)

## Album
Studioalbum
- Forbidden Evil (1988)
- Twisted Into Form (1990)
- Distortion (1994)
- Green (1997)
- Omega Wave (2010)

Livealbum
- Raw Evil: Live at the Dynamo (1989)

Samlingsalbum
- Point of no Return: The Best of Forbidden (1992)

Annat
- Victims of Death - The Best of Decade of Chaos (delad 5CD box: Dark Angel / Death / Exodus / Forbidden / Possessed)